# Örjans vall
Örjans vall is een voetbalstadion in de Zweedse stad Halmstad. Het werd gebouwd in 1921-22. Tijdens de WK voetbal in 1958 werden er twee groepswedstrijden gespeeld. In 2013 wordt het gebruikt voor de EK vrouwen. Vaste bespeler is Halmstads BK dat in de Allsvenskan speelt.

## Interlands
| №  | Datum        | Wedstrijd                               | Uitslag | Competitie        | Toeschouwers |
| -- | ------------ | --------------------------------------- | ------- | ----------------- | ------------ |
| 1. | 8 juni 1958  | Tsjecho-Slowakije – Noord-Ierland       | 0 – 1   | WK 1958           | 10.647       |
| 2. | 11 juni 1958 | Noord-Ierland – Argentinië              | 1 – 3   | WK 1958           | 14.176       |
| 3. | 8 juli 1973  | Zweden – Finland                        | 1 – 1   | Vriendschappelijk | 16.547       |
| 4. | 19 mei 1975  | Zweden – Algerije                       | 4 – 0   | Vriendschappelijk | 11.701       |
| 5. | 17 juli 1980 | Zweden – IJsland                        | 1 – 1   | Vriendschappelijk | 10.690       |
| 6. | 29 juli 1981 | Zweden – Finland                        | 1 – 0   | Vriendschappelijk | 9.595        |
| 7. | 19 mei 1982  | Zweden – Duitse Democratische Republiek | 2 – 2   | Vriendschappelijk | 1.629        |

Råsunda stadion (Stockholm) · Nya Ullevi (Gothenburg) · Malmö Stadion (Malmö) · Tunavallen (Eskilstuna) · Nya Parken (Norrköping) · Jernvallen (Sandviken) · Rimnersvallen (Uddevalla) · Olympia (Helsingborg) · Ryavallen (Borås) · Örjans Vall (Halmstad) · Eyravallen (Örebro) · Arosvallen (Västerås)
Behrn Arena (Örebro SK) ·
Borås Arena (IF Elfsborg) ·
Falkenbergs IP (Falkenbergs FF) ·
Gamla Ullevi (IFK Göteborg) ·
Grimsta IP (IF Brommapojkarna) ·
Guldfågeln Arena (Kalmar FF) ·
Kopparvallen (Åtvidabergs FF) ·
Nya Parken (IFK Norrköping) ·
Olympia (Helsingborgs IF) ·
Rambergsvallen (BK Häcken) ·
Strandvallen (Mjällby AIF) ·
Strawberry Arena (AIK Fotboll) ·
Strömvallen (Gefle IF) ·
Eleda Stadion (Malmö FF) ·
Tele2 Arena (Djurgårdens IF) ·
Örjans vall (Halmstads BK)
Ängelholms IP (Ängelholms FF) ·
Finnvedsvallen (IFK Värnamo) ·
Gamla Ullevi (GAIS Göteborg) ·
Jämtkraft Arena (Östersunds FK) ·
Landskrona IP (Landskrona BoIS) ·
Myresjöhus Arena (Östers IF) ·
Norrporten Arena (GIF Sundsvall) ·
Påskbergsvallen (Varbergs BoIS) ·
Skarsjövallen (Ljungskile SK) ·
Stadsparksvallen (Jönköpings Södra IF) ·
Stora Valla (Degerfors IF) ·
Studenternas IP (IK Sirius FK) ·
Södertälje Fotbollsarena (Assyriska Föreningen, Syrianska FC) ·
Tele2 Arena (Hammarby IF) ·
Vapenvallen (Husqvarna FF)
Arosvallen ·
Bårsta IP ·
Enavallen ·
Folkungavallen ·
Fredriksskans IP ·
Gamla Ullevi ·
Herrgärdets IP ·
Hillängens IP ·
Jernvallen ·
Johanneshovs IP ·
Kamratvallen ·
Lövåsvallen ·
Malmö IP ·
Malmö Stadion ·
Motala IP ·
Norra IP ·
Ramnavallen ·
Råsunda IP ·
Råsundastadion ·
Rimnersvallen ·
Ruddalens IP ·
Ryavallen ·
Sandåkerns IP ·
Skogsvallen ·
Slottsskogsvallen ·
Olympisch Stadion (Stockholm) ·
Söderstadion ·
T3 Arena ·
Trollebo IP ·
IJsbaan van Eskilstuna ·
Ullevi ·
Vägga IP ·
Vångavallen ·
Värendsvallen